# 윈슬로 부인의 진정 시럽
윈슬로 부인의 진정 시럽(Mrs. Winslow's Soothing Syrup)은 1849년 미국 메인주 페놉스콧군 뱅고어에서 샬롯 윈슬로 부인(Mrs. Charlotte N. Winslow)에 의해 만들어지고, 그의 사위인 예레미아 커티스(Jeremiah Curtis)와 벤자민 A. 퍼킨스(Benjamin A. Perkins)에 의해 처음 시판된 특허약(Patent medicine)이다. 그러나 1911년, 주 성분인 아편과 모르핀을 복용하면 나타나는 식욕 감퇴로 사망하는 유아가 급격히 늘어난 바람에 판매가 중단되었다.